# Juan María Pedrero
Juan María Pedrero Encabo (n. Zamora; 10 de abril de 1974) es un organista español.

## Biografía

### Formación
Inició sus estudios musicales a los seis años de edad en Zamora, donde estudió piano con Natividad Gamazo. Descubrió el órgano gracias a su tío Juan Encabo, párroco de la Iglesia de San Torcuato. A los diez años edad, ejerció como organista en dicha iglesia y, a los quince, ofreció sus primeros conciertos de piano y órgano.
Posteriormente, se trasladó Barcelona, donde efectuó las carreras de piano y órgano en el Conservatori Superior de Música del Liceu con los profesores Josep Maria Mas i Bonet (órgano) y Ramón Coll (piano), obteniendo el Premi d'Honor y especializándose en el repertorio ibérico del Renacimiento y Barroco. Asistió a clases magistrales sobre la obra completa para órgano de Johann Sebastian Bach con Michael Radulescu. Más tarde, estudió con el eminente organista François-Henri Houbart en el Conservatoire Régional d'Orleáns. Gracias una beca de la Fundació La Caixa y del gobierno de la República de Francia, se perfeccionó en París con Marie-Claire Alain.

### Carrera
En la temporada 2001/2002, Pedrero desempeñó el cargo de organista titular en residencia del Sapporo Concert Hall "Kitara" (Japón).[cita requerida] Asimismo, ha realizado conciertos por toda España, en ciclos musicales tan importantes como el Festival de Arte Sacro de Madrid, Compostela Organum Festival, Ciclo de Conciertos de Órgano "Villa de Tordesillas", Els Orgues de Catalunya, Festival Internacional de Música y Danza de Granada, El Órgano en el Camino de Santiago o la Academia Internacional de Órgano de Granada, así como en espacios tan relevantes como la Catedral del Salvador de Ávila, Catedral de Santa Eulalia de Barcelona, Catedral de Santa María de Burgos, Catedral de Santa María y San Julián de Cuenca, Catedral de la Encarnación de Granada, Catedral de Santa María de Regla de León, Catedral de la Asunción de la Virgen de Salamanca, Catedral de Santa María de Segovia, Basílica del Pilar de Zaragoza y Hospital de los Venerables Sacerdotes de Sevilla.
Además de sus habituales conciertos en España, Pedrero ha realizado conciertos cuatro continentes: Europa (Francia, Eslovaquia, Portugal, Suiza, Italia, Holanda, Noruega, Alemania o Rusia, país en el que efectuó una gira de conciertos en 2012), América (Cuba, Ecuador o Canadá]), Asia (Japón) y Oceanía (Filipinas). A lo largo de su carrera, ha colaborado con conjuntos camerísticos como el Cuarteto de cuerda Ars Nova y con formaciones orquestales como la Pacific Music Festival Orchestra, Sapporo Symphony Orchestra, Orquesta Filarmónica Estatal de Košice u Orquesta Ciudad de Granada, trabajando bajo la dirección de maestros de la talla de Charles Dutoit, Zbyněk Müller o Salvador Mas. En el ámbito de la música antigua, destacan sus colaboraciones con agrupaciones como Ars Longa (Cuba), Musica Aeterna Bratislava (Hungría), Lux Venti (España) o Schola Antiqua (España), con directores tan importantes como Peter Zajíček o Juan Carlos Asensio. Asimismo, a lo largo de su carrera ha actuado con importantes solistas, como los violinistas Peter Biely y Joachim Kopyto, el viola Andrzej Skrobszewski, la organista Monica Melcova, el laudista Hopkinson Smith o la soprano María Cristina Kiehr.
En su dilatada trayectoria, Pedrero ha grabado varios discos en relevantes órganos españoles, así como en el del Sapporo Concert Hall. Además, ha participado en la primera edición de las 24 Piezas y Tocatas de Joseph Elías, publicada por la Editorial Tritó,[cita requerida] y ha colaborado como asesor en varios proyectos de restauración y construcción de órganos.
En la actualidad, combina su actividad concertística con la enseñanza, siendo profesor del Conservatorio Profesional de Música "Músico Ziryab" de Córdoba y, desde 2004, en el Conservatorio Profesional de Música "Ángel Barrios" de Granada.[cita requerida] Asimismo, desde 2011 es profesor de Órgano en el Real Conservatorio Superior de Música "Victoria Eugenia" de Granada, ciudad en la que reside actualmente. Desde 2011, es académico numerario de la Real Academia de Bellas Artes de Nuestra Señora de las Angustias, así como vicesecretario, y coordinador de la Academia Internacional de Órgano de Granada organizada por dicha institución.

## Galardones
- 1999: Premier Prix de Perfectionnement. Conservatoire Régional d'Orléans[cita requerida]
- 2000: Concours National Inter-Conservatoires de France (actualmente, Grand Prix Jean-Louis Florentz de l'Académie des Beaux Arts de l'Institut de France). Premier Prix[cita requerida]